# القمة الأوروبية الخليجية 2024
القمة الأوروبية الخليجية 2024 أو القمة الأوروبية الخليجية الأولى هي قمة بين دول مجلس التعاون الخليجي ودول الإتحاد الأوروبي عقدت في مدينة بروكسل عاصمة مملكة بلجيكا في يوم الأربعاء 16 أكتوبر 2024.
تعتبر القمة امتداداً للتعاون المستمر بين دول مجلس التعاون والاتحاد الأوروبي. بلغ حجم التبادل التجاري بين الجانبين 204.3 مليارات دولار في عام 2023، حيث وصلت صادرات دول مجلس التعاون إلى 106.3 مليارات دولار. هذا يعزز فرص تعميق التعاون وتحديد مستقبل الشراكة.

## المشاركون
المجلس الأوروبي - شارل لويس ميشيل رئيس المجلس الأوروبي (رئيس القمة)
دولة قطر - الشيخ تميم بن حمد آل ثاني أمير دولة قطر
مملكة البحرين - الأمير سلمان بن حمد آل خليفة ولي العهد رئيس مجلس الوزراء
 المملكة العربية السعودية - الأمير محمد بن سلمان آل سعود ولي العهد رئيس مجلس الوزراء
 الجمهورية الفرنسية - الرئيس إيمانويل ماكرون رئيس جمهورية فرنسا
 دولة الكويت - الشيخ أحمد عبدالله الأحمد الصباح رئيس مجلس الوزراء
 دولة الإمارات العربية المتحدة - الشيخ مكتوم بن محمد بن راشد آل مكتوم النائب الأول لحاكم دبي نائب رئيس مجلس الوزراء وزير المالية
 سلطنة عمان - السيد أسعد بن طارق آل سعيد نائب رئيس مجلس الوزراء لشؤون العلاقات والتعاون الدولي والممثل الخاص للسلطان
 مملكة بلجيكا - ألكسندر دي كرو رئيس مجلس الوزراء
 الجمهورية الإيطالية - جورجا ملوني رئيسة مجلس الوزراء
 مملكة أسبانيا - بيدرو سانشيز رئيس مجلس الوزراء
 جمهورية اليونان - كيريابوس ميتسوتاكيس رئيس مجلس الوزراء
 جمهورية المجر - فيكتور أوربان رئيس مجلس الوزراء
 جمهورية فنلندا - بيتري أوربو رئيس مجلس الوزراء
 جمهورية التشيك - بير فيالا رئيس مجلس الوزراء
 جمهورية هولاندا - ديك شوف رئيس مجلس الوزراء
 جمهورية بلغاريا - ديميتار غلافشيف رئيس مجلس الوزراء
 المفوضية الأوروبية - أورسولا فون دير لاين رئيسة المفوضية الأوروبية
 جمهورية النمسا
 جمهورية كرواتيا
 جمهورية قبرص
 جمهورية الدنمارك
 جمهورية إستونيا
 جمهورية ألمانيا الإتحادية
 جمهورية إيرلندا
 جمهورية لاتفيا
 جمهورية ليتوانيا
 جمهورية لوكسمبورغ
 جمهورية مالطا
 جمهورية البرتغال
 جمهورية رومانيا
 جمهورية سلوفاكيا
 مملكة السويد
 جمهورية بولاندا